# Gira de los Leones Británico-Irlandeses 2013
La Gira de los Leones Británico-Irlandeses 2013 fue el 32 tour internacional de rugby de los europeos, que tuvo lugar en Australia desde el 1 de junio al 6 de julio de 2013.

## Antecedentes
La última vez que australianos y británico-irlandeses se enfrentaron fue en la Gira de Australia 2001, en aquella ocasión los Wallabies vencieron a los Lions. Estos a su vez llegaron a Australia con la obligación de ganar, ya que no triunfaban desde la Gira de Sudáfrica 1997 cuando derrotaron a los Springboks.
Si no hay cambios en el calendario, la siguiente visita de los europeos será en la Gira de Australia 2025.

## Gira
La serie enfrentó a los Leones frente a Australia por el Trofeo Tom Richards, el cual posee actualmente la selección wallabie. Los Leones han ganado 15 de sus 20 partidos disputados contra Australia desde el año 1904. Las series contra Australia consistieron en tres partidos que se disputaron el 22 de junio de 2013 en Brisbane, el 29 de junio en Melbourne y el 6 de julio en Sídney. Los Leones se enfrentaron a los Barbarians franceses en Hong Kong el 1 de junio, antes de comenzar su gira australiana, el 5 de junio en Perth. En la gira se enfrentarían a los cinco equipos australianos del Super Rugby y a una selección del Condado de Nueva Gales del Sur y Queensland.
Los Leones pudieron disputar un partido contra los Barbarians, entre los que estuvieron jugadores de la talla de Sergio Parisse, Rowan Varty, Martin Castrogiovanni, Kahn Fotuali'i, Imanol Harinordoquy, Jaque Fourie, Leonardo Ghiraldini and Nick Evans.

## Plantel
La siguiente lista de convocados fue anunciada el 30 de abril de 2013.
Entrenador:  Warren Gatland
Forwards
| - Dylan Hartley - Richard Hibbard - Tom Youngs - Dan Cole - Cian Healy | - Gethin Jenkins - Adam Rhys Jones - Matt Stevens - Mako Vunipola - Ian Evans | - Richie Gray - Alun Wyn Jones - Paul O'Connell - Geoff Parling - Tom Croft | - Dan Lydiate - Sean O'Brien - Justin Tipuric - Sam Warburton (C) - Toby Faletau - Jamie Heaslip |

Backs
| - Conor Murray - Mike Phillips - Ben Youngs - Owen Farrell | - Jonathan Sexton - Jonathan Davies - Brian O'Driscoll - Jamie Roberts | - Manu Tuilagi - Tommy Bowe - Alex Cuthbert - Sean Maitland | - George North - Leigh Halfpenny - Stuart Hogg - Rob Kearney |

## Partidos de entrenamiento
| Fecha       | Recinto                          | Rival                      | Resultado |       | Espectadores |
| ----------- | -------------------------------- | -------------------------- | --------- | ----- | ------------ |
| 1 de junio  | Estadio Hong Kong                | Barbarians                 | 8 – 59    | Lions | 28.643       |
| 5 de junio  | Subiaco Oval                     | Western Force              | 17 – 69   | Lions | 35.103       |
| 8 de junio  | Estadio Suncorp                  | Queensland Reds            | 12 – 22   | Lions | 50.136       |
| 11 de junio | Estadio Hunter                   | New South Wales–Queensland | 0 – 64    | Lions | 20.071       |
| 15 de junio | Estadio de Fútbol de Sídney      | NSW Waratahs               | 17 – 47   | Lions | 40.805       |
| 18 de junio | Estadio Canberra                 | Brumbies                   | 14 – 12   | Lions | 21.655       |
| 25 de junio | Estadio Rectangular de Melbourne | Melbourne Rebels           | 0 – 35    | Lions | 28.648       |

## Wallabies
Entrenador:  Robbie Deans
Forwards
| - Ben Alexander - Kane Douglas - Saia Fainga'a | - Liam Gill - Michael Hooper - James Horwill - Sekope Kepu | - Ben McCalman - Stephen Moore - Ben Mowen - Wycliff Palu | - Benn Robinson - Rob Simmons - James Slipper - George Smith |

Backs
| - Adam Ashley-Cooper - Berrick Barnes | - Kurtley Beale - Israel Folau - Will Genia | - Rob Horne - Digby Ioane - Christian Lealiifano - Pat McCabe | - Jesse Mogg - James O'Connor - Nick Phipps - Joe Tomane |

## Test matches[8]
Primera fecha
| 22 de junio de 2013 | Australia                                                      | 21 – 23 | Lions                                                                 | Estadio Suncorp, Brisbane                                                 |                                                                           |
|                     | Tries Folau , Conversiones O'Connor Penales O'Connor Beale (2) | Reporte | Tries North Cuthbert Conversiones Halfpenny (2) Penales Halfpenny (3) | Asistencia: 52.499 espectadores Árbitro(s): Chris Pollock (Nueva Zelanda) | Asistencia: 52.499 espectadores Árbitro(s): Chris Pollock (Nueva Zelanda) |

Segunda fecha
| 29 de junio de 2013 | Australia                                                          | 16 – 15 | Lions                 | Estadio Docklands, Melbourne                                          |                                                                       |
|                     | Tries Ashley-Cooper Conversiones Lealiifano Penales Lealiifano (3) | Reporte | Penales Halfpenny (5) | Asistencia: 52.499 espectadores Árbitro(s): Craig Joubert (Sudáfrica) | Asistencia: 52.499 espectadores Árbitro(s): Craig Joubert (Sudáfrica) |

Tercera fecha
| 8 de julio de 2013 | Australia                                                     | 16 – 41 | Lions                                                                                  | Estadio ANZ, Sídney                                                |                                                                    |
|                    | Tries O'Connor Conversiones Lealiifano Penales Lealiifano (3) | Reporte | Tries Corbisiero Sexton North Roberts Conversiones Halfpenny (3) Penales Halfpenny (5) | Asistencia: 83.702 espectadores Árbitro(s): Romain Poite (Francia) | Asistencia: 83.702 espectadores Árbitro(s): Romain Poite (Francia) |